# Naďa Konvalinková
Naďa Konvalinková, vlastním jménem  Naděžda Konvalinková, (* 18. dubna 1951 Praha) je česká divadelní a filmová herečka, moderátorka, členka souboru Divadla na Vinohradech.

## Kariéra
K divadlu se dostala poprvé při studiu na Gymnáziu Jana Nerudy v Hellichově ulici v Praze. Na lidové škole umění se pak připravovala na přijímací zkoušky na DAMU. Studovala v ročníku spolu Borisem Rösnerem, Evou Jakoubkovou a Lornou Vančurovou. K jejím profesorům na DAMU patřili např. Vlasta Fabianová, Václav Voska a František Salzer. Po absolutoriu DAMU působila nejprve v Divadle J. K. Tyla v Plzni (1973–1976), poté přešla do Městských divadel pražských (1976–1994). Od roku 2015 je členkou souboru Divadla na Vinohradech.
Zpočátku hrála většinou mladé naivky a prosté dívky (viz jednu z nejznámějších filmových rolí Nadi Konvalinkové, dívenku Květušku z filmu Adéla ještě nevečeřela), s přibývajícím věkem se postupně přehrála do polohy zralých žen a hodných i moudrých maminek. V současnosti hostuje v pražských divadlech Kalich, Broadway, U Hasičů, Viola, U Valšů a v Branickém divadle. V Českém rozhlasu na regionálních stanicích spolumoderuje a je porotkyní v pořadu Pochoutkový rok. Namluvila několik večerníčků (např. Hajadla), uplatňuje se také jako moderátorka dětských televizních pořadů a patří k úspěšným dabingovým herečkám.

## Divadelní role (výběr)

### Divadlo na Vinohradech

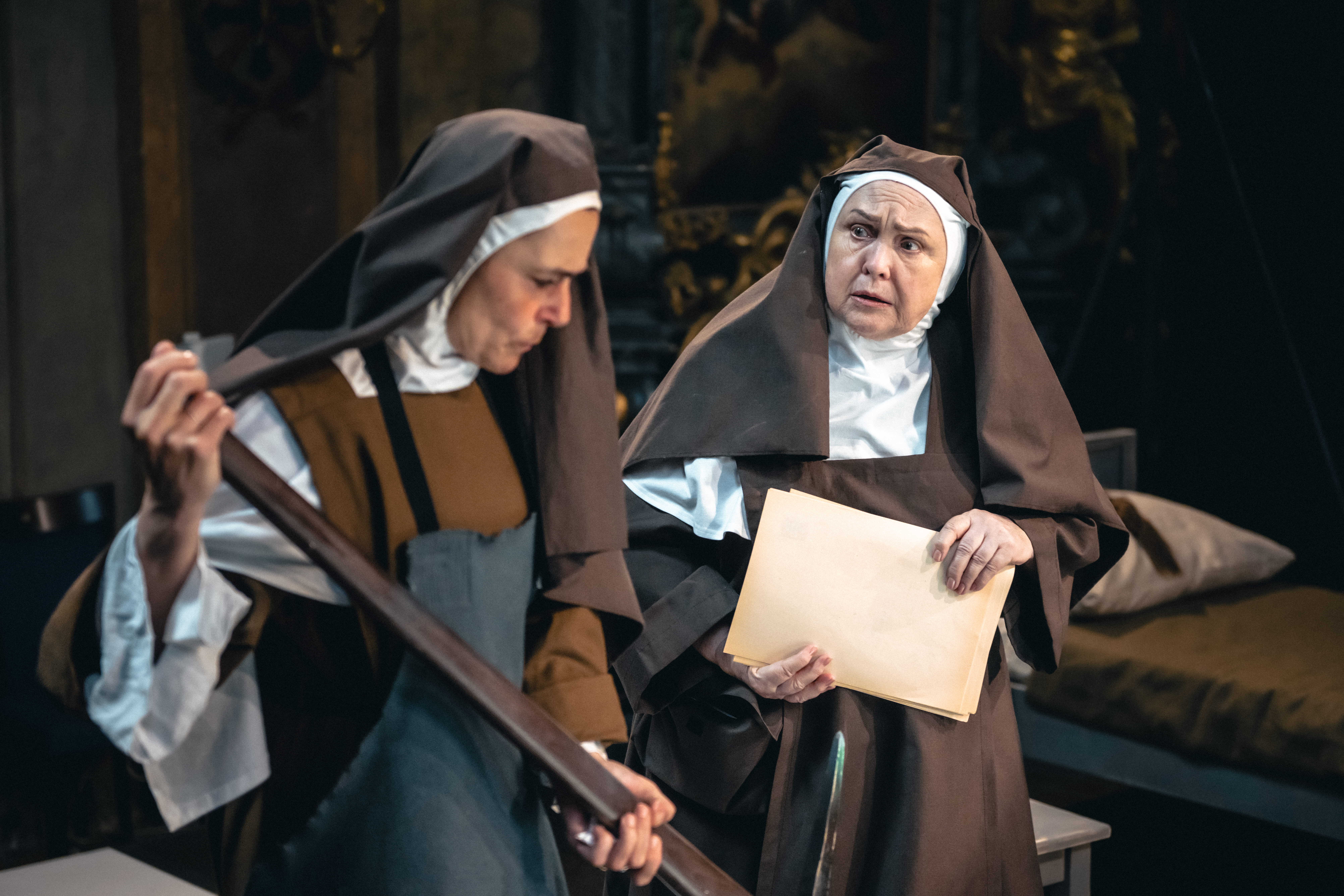
Naďa Konvalinková (vpravo) v roli Matky představené, Terezka, Divadlo na Vinohradech, foto Petr Chodura (2024)

#### Velká scéna
- 2015 Fráňa Šrámek: Plačící satyr, režie: Radovan Lipus, premiéra: 6. března 2015, role: Hrubešová
- 2016 George Bernard Shaw: Pygmalion, režie: Juraj Deák, premiéra: 22. dubna 2016, role: Paní Pearsová
- 2016 Gabriela Preissová: Její pastorkyňa, režie: Martin Františák, premiéra: 16. září 2016, role: Rychtářka
- 2018 Jan Vedral podle Vladimíra Neffa: Sňatky z rozumu, režie: Radovan Lipus, světová premiéra: 23. března 2018, role: Maminka Nedobylová – Maminka Váchová – Maminka Náprstková
- 2020 Viktor Dyk: Zmoudření Dona Quijota, režie: Martin Čičvák, premiéra: 7. února 2020, role: Dulcinea z Tobosa
- 2021 Eugène Labiche: Slaměný klobouk, režie: Tomáš Töpfer, premiéra: 8. září 2021, role: Baronka de Champigny
- 2022 Federico García Lorca: Dům Bernardy Alby, režie: Juraj Deák, premiéra: 20. května 2022, role: Marie Josefa
- 2024 Agatha Christie: Past na myši, režie: Jan Burian, premiéra: 15. října 2022, role: Paní Boyleová
- 2025 Alena Mornštajnová – Jiří Janků: Hana, režie: Petr Svojtka, premiéra: 4. dubna 2025, role: Ludmila Karásková

#### Kostel sv. Šimona a Judy
- 2024 Lenka Lagronová: Terezka, režie: Radovan Lipus, poprvé: 26. května 2024, premiéra: 25. října 2024, role: Matka představená

### Ostatní
- 1979 – T. M. Plautus, J. Knauth: Tlučhuba, Amoráta, Městská divadla pražská, režie Ladislav Vymětal

## Filmografie (výběr)
- 1975 - Osvobození Prahy
- 1977 – Honza málem králem
- 1977 – Adéla ještě nevečeřela
- 1979 – Jak je důležité míti Filipa (TV film)
- 1982 – Dynastie Nováků (TV seriál)
- 1982 -- Šéfe, to je věc! (TV film)
- 1982 – Srdečný pozdrav ze zeměkoule
- 1984 -- Šéfe, vrať se! (TV film)
- 1984 -- Šéfe, jdeme na to! (TV film)
- 1988 -- Na dvoře je kůň, šéfe! (TV film)
- 1989 -- V tomhle zámku straší, šéfe! (TV film)
- 1990 – O hloupé havířce (TV film)
- 1993 – Hora jménem Andělská (TV film)
- 1993 – Nesmrtelná teta
- 1994 – Andělské oči
- 1996 – Lotrando a Zubejda
- 1998 – Šmankote, babičko, čaruj!
- 2006 – Jak se krotí krokodýli
- 2006 – Obsluhoval jsem anglického krále

## Rozhlasové role
- 1979 Čertův švagr, na motivy pohádky Boženy Němcové, účinkují: Jan Hartl, Libuše Havelková, Vladimír Bičík, Antonín Hardt, Věra Kubánková, Ladislav Mrkvička, Sylva Sequensová, Naďa Konvalinková, Svatopluk Beneš a další. Připravil František Pavlíček, režie: Karel Weinlich.
- 1995 Jan Neruda Figurky, Rozhlasová komedie na motivy stejnojmenné povídky ze sbírky Povídky malostranské. Dramatizace Jiří Just. Hudba Petr Mandel. Dramaturg Josef Hlavnička. Režie Vlado Rusko. Osoby a obsazení: Doktor (Ivan Trojan), Morousek (Jan Novotný), Vilhelmová (Naďa Konvalinková), Provazník (Vladimír Krška), Otylie (Zuzana Petráňová), Domácí (Oldřich Velen), Malíř (Antonín Molčík), Malířová (Růžena Merunková), Pepík (Matěj Sviták), Hostinský (Jaroslav Moučka), Nadporučík (Jiří Klem), Sekundant (Petr Křiváček), Lékař (Rudolf Pechan) a Pouliční zpěvák (Petr Křiváček).
- 2002 Johann Nepomuk Nestroy: Talisman, překlad Eva Bezděková, rozhlasová úprava a dramaturgie Jana Paterová, hudba Vadim Petrov, režie Otakar Kosek. Hráli: Titus Lišák (Jiří Langmajer), Paní z Cypřišova (Daniela Kolářová), Ema, její dcera (Kateřina Vaníčková), Konstance, její komorná (Naďa Konvalinková), Flora, zahradnice (Barbora Štěpánová), Semínko, zahradnický pomocník (Bohumil Klepl), Pan Markýz, vlásenkář (Jiří Štěpnička), Salome, husopaska (Tereza Bebarová), Zátka, pivovarník (Bořivoj Navrátil) a Konrád, sluha (Jan Skopeček). (76 min). V roce 2018 načetla audioknihu Lidé plánují, Bůh se směje (vydala Audiotéka).

## Osobní život
Od roku 1980 až do roku 2005 byl jejím manželem herec Oldřich Kaiser. Z manželství se v roce 1983 narodila dcera Karolína.
Konvalinková je patronkou nadačního fondu pro opuštěné děti Rozum a cit; sama byla po rozvodu rodičů zhruba rok v dětském domově. Tehdy jí bylo 10 let a spolu se sestrou byla poté svěřena do péče babičce. Její sestra nyní žije trvale ve Švýcarsku a navštěvují se pravidelně jednou ročně.
Její největší přítelkyní byla herečka Květa Fialová. Spolu účinkovaly nejen v mnoha divadelních představeních, ale např. i v komediálním TV seriálu Kupé, do kterého zvaly mnohé známé osobnosti a během cesty vlakem si vyprávěli zábavné historky.